# Шида-Картлі
Шида-Картлі (Внутрішня Картлі) — регіон в Грузії.
Значна частина території Шида-Картлі перебуває у складі невизнаної республіки Південна Осетія.

## Адміністративний поділ
Шида-Картлі адміністративно ділиться на:
- 1 місто — Горі
- 5 муніципалітетів:
  - Ґорійський муніципалітет
  - Хашурський муніципалітет
  - Каспійський муніципалітет (з центром у місті Каспі)
  - Карельський муніципалітет (з центр у місті Карелі)
  - Джаваський муніципалітет (у складі Південної Осетії)